# St.-Johannis-Kirche (Oldenburg in Holstein)

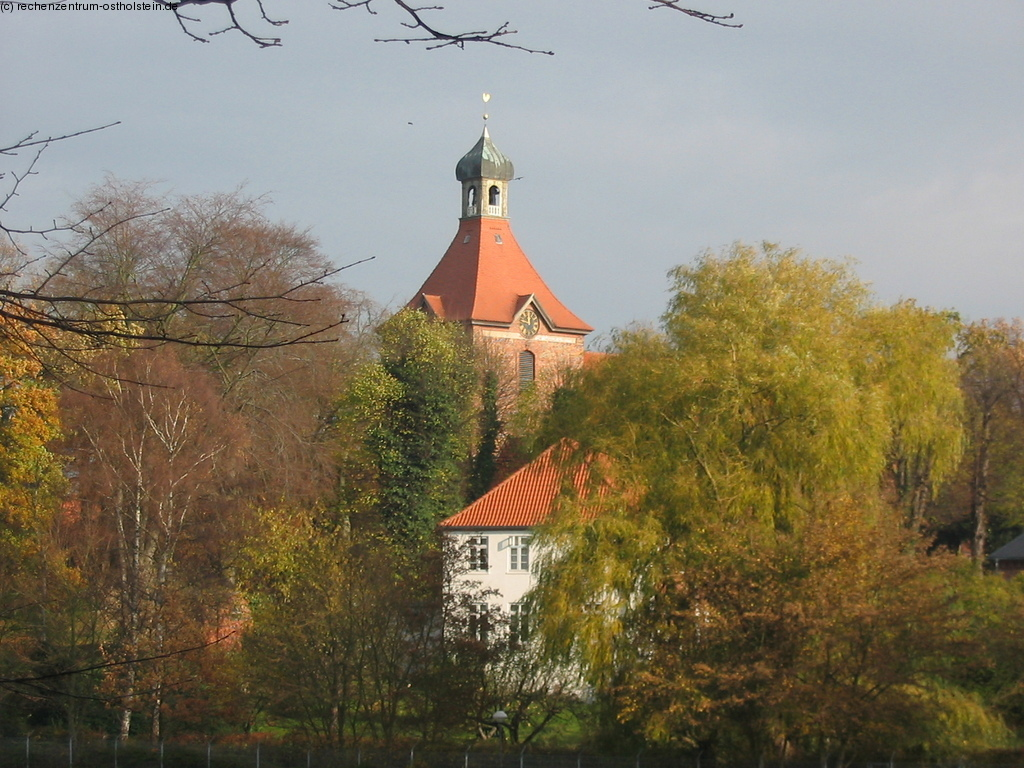
St. Johannis

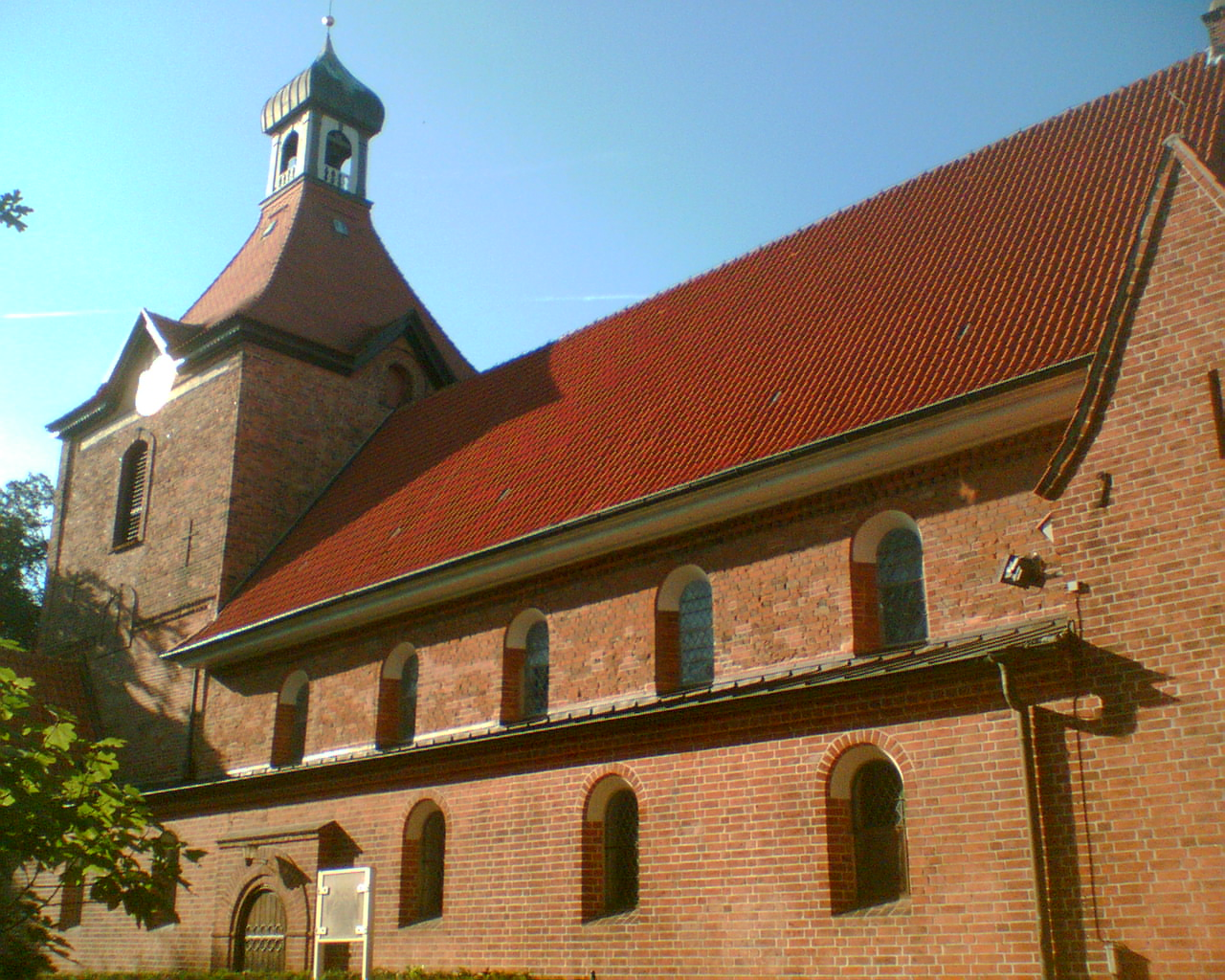
St. Johannis

Die St.-Johannis-Kirche in Oldenburg in Holstein wurde 1156 bis 1160 vom letzten Oldenburger Bischof Gerold als romanische Basilika erbaut und ist damit eine der ältesten Backsteinkirchen Nordeuropas und ein bedeutender Vertreter der Backsteinromanik. Sie befindet sich in der Wallstraße und damit in unmittelbarer Nähe zum Oldenburger Wall, einer slawischen Verteidigungsanlage.

## Geschichte
Im Zuge der Wendenmission des Hamburger Bischofs Adaldag bestimmte Otto I. Mitte des 10. Jahrhunderts die wagrische Hafenstadt Starigard zum Sitz des neu zu gründenden Bistums Oldenburg. Über die damals erbaute, Johannes dem Täufer geweihte Kirche ist wenig mehr bekannt, als dass sie bei den Slawenaufständen 1001 in Flammen aufging. Ihre Fundamente wurden bei Ausgrabungen auf dem Wall gefunden. 150 Jahre lang gab es keine Kirche mehr in Oldenburg.
Erst nach dem Wendenkreuzzug gab Vicelins Besuch in Oldenburg 1150 den Anstoß zum Bau einer Kapelle, die vermutlich nur den von Adolf II. von Schauenburg ins Land geholten deutschen Neusiedlern aus dem Reich für ihre Gottesdienste diente, ohne dass dort ein eigener Priester amtierte. Möglicherweise plante er schon den heutigen Dom, der 1157 – noch unvollendet – durch seinen Nachfolger Bischof Gerold und Graf Adolf II. als Bischofskirche geweiht wurde. Der Chronist Helmold von Bosau berichtet davon als Augenzeuge. Aber bereits 1160/63 wurde das Bistum in die von Heinrich dem Löwen neugegründete Stadt Lübeck verlegt. Der Dom blieb als verhältnismäßig unbedeutende Kirche mit nur einem Priester zurück.

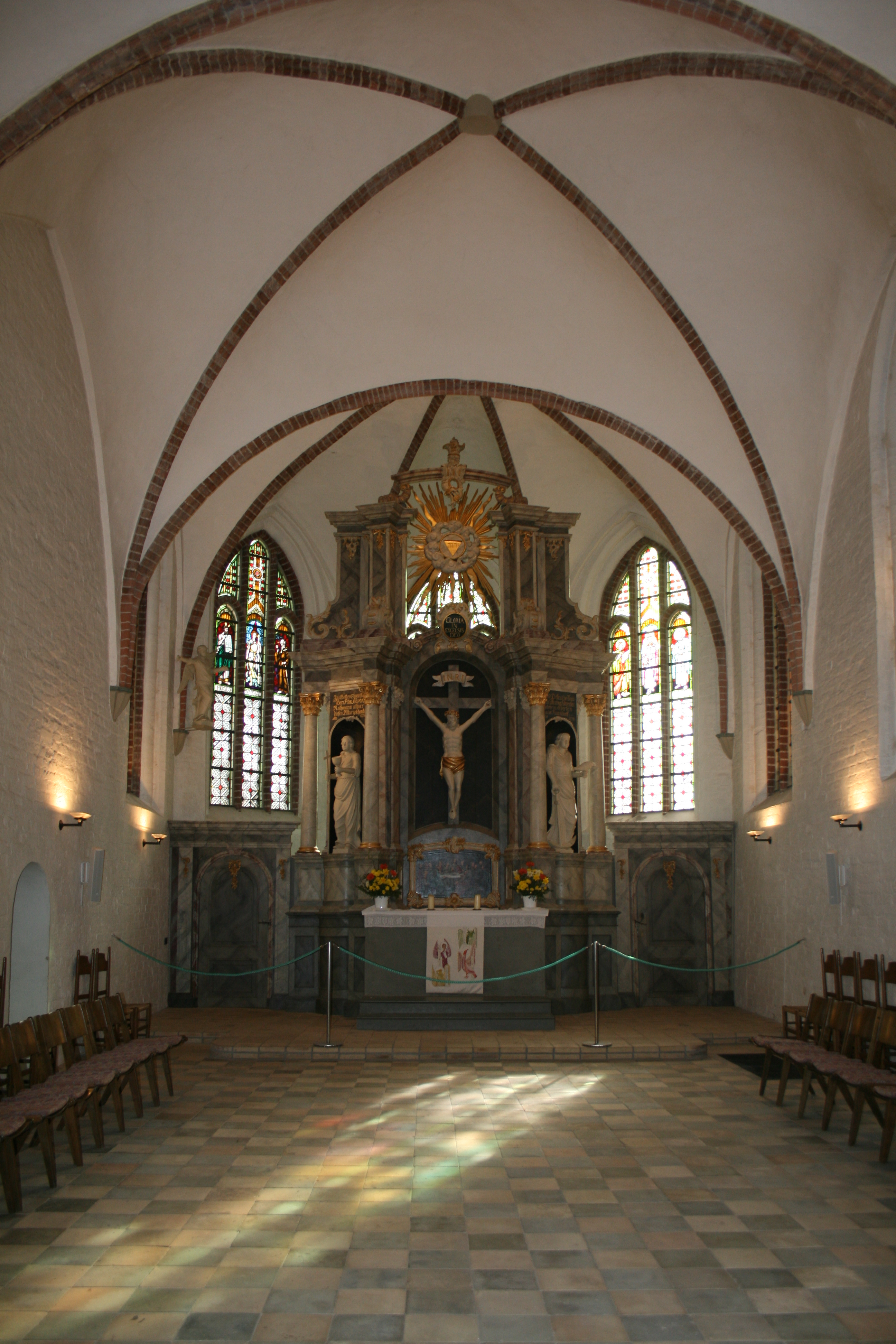
Chorraum mit barockem Altar

Etwa 1230 wurde der Kirchbau mit dem Westportal abgeschlossen. Statt eines Turmes besaß die Kirche einen Dachreiter. Der Chorraum wurde 1329 im frühgotischen Stil umgebaut und vergrößert. Zu dieser Zeit war die St.-Johannis-Kirche eine der vier Hauptkirchen des Lübecker Bistums mit mehreren Nebenaltären und Vikarien.
1531 wurde in Oldenburg die Reformation durchgeführt, die Gemeinde aus dem Bistum Lübeck herausgelöst und dem holsteinischen Superintendenten unterstellt. Der Stadtrat erhielt das Kirchenpatronat. Trotzdem amtierten noch 1575 katholische Priester in der St.-Johannis-Kirche.
1773 wurde der größte Teil der Inneneinrichtung durch den großen Oldenburger Stadtbrand zerstört. 1777 wurde die Kirche neu geweiht. Die barocke Turmhaube von 1778, die schon von Weitem zu erkennen ist, entstand nach Plänen des Eutiner Hofbaumeisters Georg Greggenhofer. Kanzel und Altar wurden von Bürgern gestiftet.

## Ausstattung

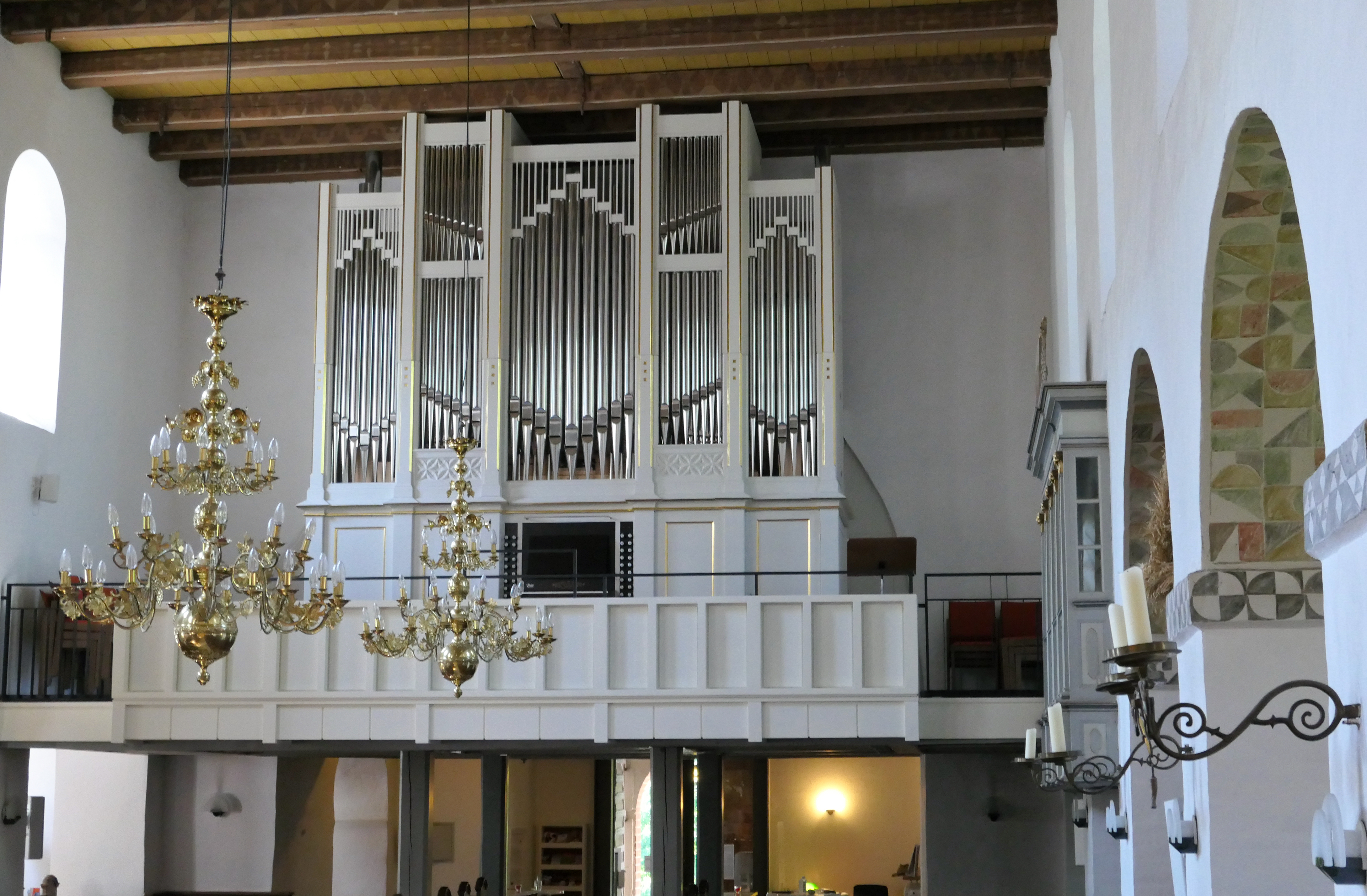
Orgel

Der Oldenburger Dom ist eine Pfeilerbasilika. Ihre heutige barocke Ausstattung der Kirche ist eine Folge des Stadtbrandes von 1773. Die Bausubstanz überstand den Brand fast unbeschädigt, so dass der Raumeindruck dem der ursprünglich romanischen Basilika entspricht.
Den Hochaltar und die Kanzel schuf der Kopenhagener Holzbildhauer Nikolaus Hollm in den Jahren nach der Brandkatastrophe im spätbarocken Stil. Aus der Zeit vor dem Brand stammen der Taufengel und zwei Sarkophage im nördlichen Seitenschiff.
1867 erhielt die Kirche eine Orgel der Firma Marcussen. Dem Alter der Orgel geschuldet, wurde bereits in den 1990er Jahren bei Wartungsarbeiten auf eine in naher Zukunft erforderliche Ersatzbeschaffung hingewiesen. 2012 entschied sich der Kirchenvorstand daher, einen Neubau in Auftrag zu geben. Die Kosten hierfür wurden auf zirka 530.000 Euro geschätzt. Für die Finanzierung der neuen Orgel wurde daher ein Orgelbauverein gegründet, der einen Teil der erforderlichen Mittel durch Spenden einbringen soll. Die neue Orgel der Orgelbaufirma Hermann Eule (Bautzen) wurde 2018 eingeweiht. Das Schleifladen-Instrument hat 29 Register auf zwei Manualwerken und Pedal.
| I Hauptwerk C–g3 |        |
| Bordun           | 16‘    |
| Principal        | 08‘    |
| Flöte            | 08‘    |
| Gambe            | 08‘    |
| Octave           | 04‘    |
| Flöte            | 04‘    |
| Quinte           | 02 ⁄3‘ |
| Octave           | 02‘    |
| Cornett II-IV    | 02 ⁄3‘ |
| Mixtur IV        | 01 ⁄3‘ |
| Trompete         | 08‘    |

| II Schwellwerk C–g3 |         |
| Violprincipal       | 08‘     |
| Salicional          | 08‘     |
| Vox angelika        | 08‘     |
| Gedackt             | 08‘     |
| Principal           | 04‘     |
| Traversflöte        | 04‘     |
| Nasard              | 02 ⁄3‘  |
| Piccolo             | 02‘     |
| Terz                | 01 3⁄5‘ |
| Mixtur V            |         |
| Oboe                | 08‘     |

| Pedalwerk C–f1 |     |
| Violon         | 16‘ |
| Subbaß         | 16‘ |
| Octave         | 08‘ |
| Gedackt        | 08‘ |
| Octave         | 04‘ |
| Posaune        | 16‘ |
| Trompete       | 08‘ |

## Pastoren
- Johann Petersen, Pastor 1531–1552
- Peter Lackmann, Pastor 1695–1713
- Johann Rudolf Christiani, Pastor 1809–1812